# Singapurische Badmintonmeisterschaft 1955/56
Die Singapurische Badmintonmeisterschaft 1955/56 fand an mehreren Terminen im Oktober und November 1955 statt. 

## Austragungsorte
- Singapore Badminton Hall

## Finalresultate
| Disziplin    | Sieger                       | Finalist                       | Ergebnis          |
| ------------ | ---------------------------- | ------------------------------ | ----------------- |
| Herreneinzel | Ong Poh Lim                  | Omar bin Ibrahim               | 15–8, 15–5        |
| Dameneinzel  | Helen Heng                   | Baby Low                       | 11–3, 11–5        |
| Herrendoppel | Ismail Marjan Ong Poh Lim    | Robert Lim Lim Wei Lon         | 15–7, 15–7        |
| Damendoppel  | Helen Heng Baby Low          | Eunice de Souza Jessie Ong     | 15–7, 15–4        |
| Mixed        | Teoh Peng Hooi Lau Hui Huang | Ong Poh Lim Vivienne Puckridge | 15–8, 7–15, 18–13 |